# Marc-François Balandreau
Marc-François Balandreau, né le 19 septembre 1843 à Nevers (Nièvre) et mort le 3 novembre 1916 à La Maltournée (Côtes-du-Nord), est un homme politique français.

## Biographie
Marc-François Balandreau est le fils de Jacques-Edme Balandreau-Buy, tanneur et maire de Nevers de 1887 à 1888. Il exerce d'abord la profession d'avocat puis celle de commissaire-priseur à Melun en 1874. Il est aussi journaliste dans différents journaux régionaux tels que l'Impartial du Centre, la Tribune Nivernaise, le Républicain de Seine-et-Marne et l'Avenir de Seine-et-Marne.
Il est élu conseiller municipal de Melun en 1878, adjoint au maire en 1881, puis maire de la ville de 1891 à 1901,. Il est député de 1893 à 1910.

## Détail des fonctions et des mandats

### Mandats locaux
- 1878 - 1881 : Conseiller municipal de Melun
- 1881 - 1891 : Adjoint au maire de Melun
- 21 juin 1891 - 1901 : Maire de Melun

### Mandats parlementaires
- 20 août 1893 - 31 mai 1898 : Député de Seine-et-Marne
- 8 mai 1898 - 31 mai 1902 : Député de Seine-et-Marne
- 27 avril 1902 - 31 mai 1906 : Député de Seine-et-Marne
- 20 mai 1906 - 31 mai 1910 : Député de Seine-et-Marne

## Sources
- « Marc-François Balandreau », dans le Dictionnaire des parlementaires français (1889-1940), sous la direction de Jean Jolly, PUF, 1960 [détail de l’édition]